# Polygonatum pubescens
Polygonatum pubescens är en sparrisväxtart som först beskrevs av Carl Ludwig von Willdenow, och fick sitt nu gällande namn av Frederick Traugott Pursh. Polygonatum pubescens ingår i släktet ramsar, och familjen sparrisväxter. Inga underarter finns listade i Catalogue of Life.

## Bildgalleri

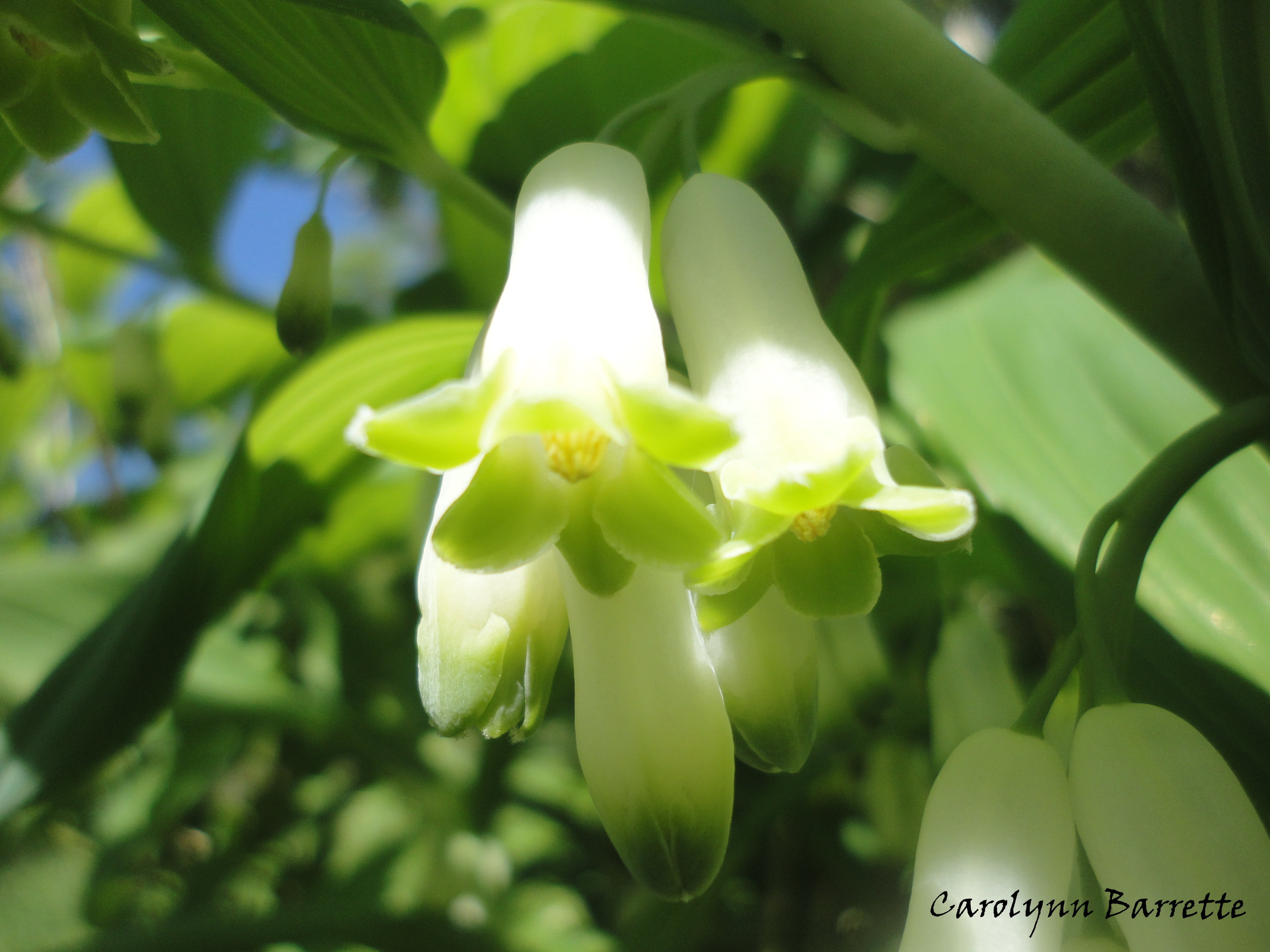